# Đỗ Quang Thành
Đỗ Quang Thành (sinh ngày 19 tháng 10 năm 1965) là một Trung tướng Quân đội nhân dân Việt Nam và chính trị gia người Việt Nam. Ông hiện là đại biểu Quốc hội Việt Nam khóa XV nhiệm kì 2021-2026, thuộc đoàn đại biểu quốc hội tỉnh Cao Bằng, Phó Chủ nhiệm Ủy ban Quốc phòng và An ninh của Quốc hội, Phó Chủ tịch Nhóm Nghị sĩ hữu nghị Việt Nam - Singapore (đại biểu chuyên trách trung ương). Ông lần đầu trúng cử đại biểu Quốc hội khóa XIV năm 2016 ở đơn vị bầu cử số 1, tỉnh Cao Bằng gồm có các huyện Bảo Lạc, Bảo Lâm, Nguyên Bình, Hà Quảng, Trà Lĩnh và Hòa An,.

## Xuất thân
Đỗ Quang Thành sinh ngày 19 tháng 10 năm 1965 quê quán ở xã Thái Hòa ( nay là xã Hòa An ), huyện Thái Thụy, tỉnh Thái Bình.
Ông hiện cư trú ở số nhà 45, tổ 1 phường Sông Bằng, thành phố Cao Bằng, tỉnh Cao Bằng.

## Giáo dục
- Giáo dục phổ thông: 12/12
- Cao cấp Quân sự
- Cử nhân Luật
- Cao cấp lí luận chính trị

## Sự nghiệp
Ông gia nhập Đảng Cộng sản Việt Nam vào ngày 20/3/1986.
Ông từng là đại biểu hội đồng nhân dân tỉnh Cao Bằng nhiệm kỳ 2011-2016.
Khi lần đầu ứng cử đại biểu Quốc hội Việt Nam khóa 14 vào tháng 5 năm 2016 ông đang là Đại tá, Tỉnh ủy viên, Phó Bí thư Đảng ủy, Chỉ huy trưởng Bộ đội Biên phòng tỉnh Cao Bằng, làm việc ở Bộ đội Biên phòng tỉnh Cao Bằng.
Ông đã trúng cử đại biểu quốc hội năm 2016 ở đơn vị bầu cử số 1, tỉnh Cao Bằng gồm có các huyện Bảo Lạc, Bảo Lâm, Nguyên Bình, Hà Quảng, Trà Lĩnh và Hòa An, được 119.346 phiếu, đạt tỷ lệ 69,07% số phiếu hợp lệ.
Ngày 23/05/2021, ông tái cử đại biểu Quốc hội khóa XV, nhiệm kỳ 2021-2026 ở đơn vị bầu cử số 1, tỉnh Cao Bằng gồm các huyện: Bảo Lâm, Bảo Lạc, Nguyên Bình, Hà Quảng, Hòa An, đạt tỉ lệ 72,95% phiếu hợp lệ.
Ông hiện là Trung tướng, Phó Chủ nhiệm Ủy ban Quốc phòng và An ninh của Quốc hội, Phó Chủ tịch Nhóm Nghị sĩ hữu nghị Việt Nam - Singapore.
Ngày 13/7/2017, ông được Chủ tịch nước thăng quân hàm Thiếu tướng.
Ngày 16/6/2020, ông được bổ nhiệm giữ chức Phó Chủ nhiệm Ủy ban Quốc phòng và An ninh của Quốc hội khóa XIV.
Ngày 21/7/2021 tại kỳ họp thứ nhất Quốc hội khóa xv ông tái cử phó chủ nhiệm Ủy ban Quốc phòng và An ninh của Quốc hội khóa xv
Ngày 07/08/2021 ông được Chủ tịch nước thăng quân hàm Trung tướng
Ông đang làm việc ở Ủy ban Quốc phòng và an ninh của Quốc hội.